# Национальная легенда Украины

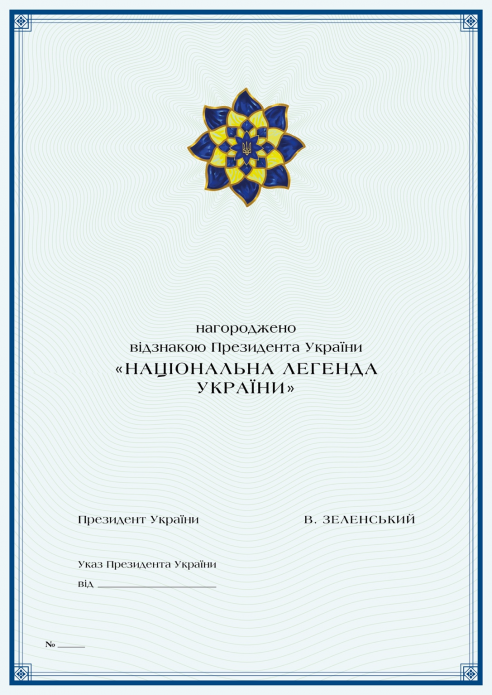
Диплом

Отличие Президента Украины «Национальная легенда Украины» — знак отличия Президента Украины, установленный для награждения граждан за выдающиеся личные заслуги в становлении независимой Украины, укреплении её государственности, защите Отечества и служении украинскому народу, весомый вклад в развитие национальной экономики, науки, образования, культуры, искусства, спорта, здравоохранения, а также за активную благотворительную и общественную деятельность.

## История награды
Отличие Президента Украины «Национальная легенда Украины» учреждено Указом Президента Украины Владимира Зеленского 14 июля 2021 года.
Указом было поручено Кабинету министров Украины:
- образовать в недельный срок комиссию по проведению всеукраинского конкурса на лучший рисунок отличия;
- обеспечить проведение всеукраинского конкурса на лучший рисунок отличия и по его результатам подготовить и внести 9 августа 2021, в установленном порядке на утверждение Президенту Украины проект Положения об отличии, а также проекты рисунка отличия и документа, удостоверяющего награждение ею;

Государственному управлению делами — обеспечить в установленном порядке, при участии Национального банка Украины, изготовление знака отличия и атрибутов к нему.
28 июля 2021 Кабинет министров Украины принял Постановление № 768, которым утвердил Положение о Конкурсе на лучший рисунок отличия и образовал комиссию по проведению конкурса.
29 июля 2021 Министерство культуры и информационной политики Украины объявило проведение всеукраинского конкурса на лучший рисунок отличия Президента Украины «Национальная легенда Украины».
Конкурс проводился с 29 июля по 6 августа 2021, приём рисунков отличия — до 4 августа 2021 включительно.
6 августа 2021 на заседании комиссии по проведению всеукраинского конкурса на лучший рисунок отличия Президента Украины «Национальная легенда Украины» победителем была признана работа Гузем Валерии Михайловны.
16 августа 2021 года Президент Украины Владимир Зеленский подписал Указ, которым утвердил Положение об отличии, рисунок отличия и рисунок образца бланка диплома к отличия.
Первое вручение знака отличия было запланировано на 22 августа 2021 при участии Президента Украины Владимира Зеленского в рамках празднования 30-летия независимости Украины.

## Положение об отличии
- Отличием награждаются граждане Украины, иностранцы и лица без гражданства.
- Награждение знаком отличия осуществляется Президентом Украины в соответствии с законодательством.
- Награждение знаком отличия производится указом Президента Украины ежегодно по случаю Дня Независимости Украины.
- Лицам, награждённым отличием, вручаются отличие и диплом формата А4 установленного образца.
- Вручение знака осуществляется в соответствии с Порядком представления к награждению и вручению государственных наград Украины, утверждённого Указом Президента Украины от 19 февраля 2003 года № 138.

## Описание отличия

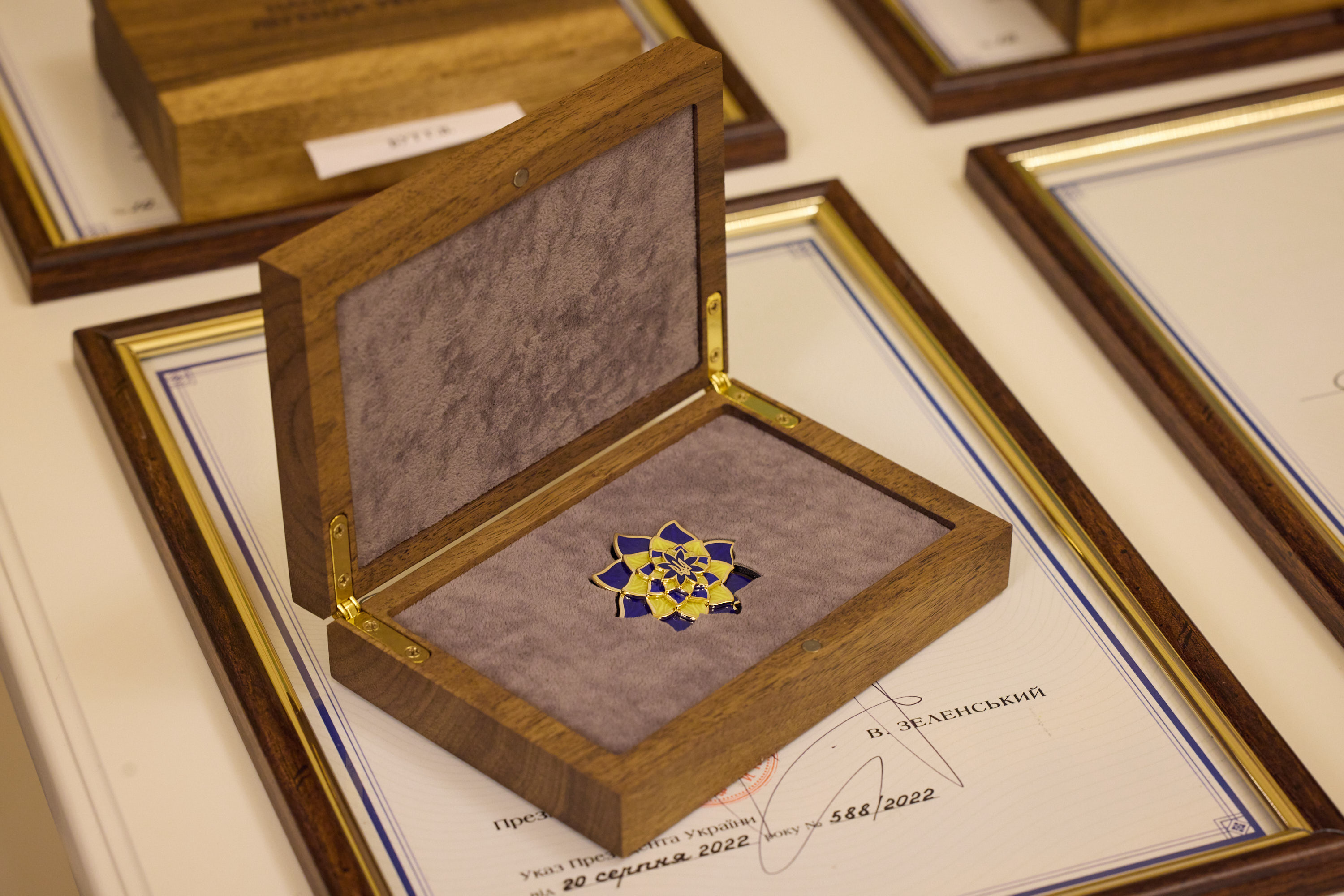
Наградные атрибуты отличия Президента Украины «Национальная легенда Украины»

- Отличие изготавливается из золота и имеет вид стилизованного цветка, лепестки которого расположены по кругу в пять слоёв от большего к меньшему по восемь лепестков каждый. Лепестки первого слоя покрыты синей эмалью, второго — жёлтой, третьего — синей, четвёртого — жёлтой, пятого — синей. Пружки лепестков золотые.
- В центре отличия содержится рельефное изображение Знака Княжеского Государства Владимира Великого.
- Размер знака — 45 мм.
- На обратной стороне знака — застёжка для прикрепления к одежде и порядковый номер.
- Миниатюра отличия изготовляется из жёлтого металла и является уменьшенным (размером 20 мм) изображением награды. На оборотной стороне миниатюры отличия — игла и цанговый зажим для крепления к одежде.

## Последовательность размещения знаков государственных наград Украины
- Отличие носят на груди слева и при наличии у награждённого государственных наград размещают ниже наград на колодках (лентах) и после звёзд орденов.
- Вместо отличия награждённый может носить миниатюру. Миниатюру носят на груди слева.

## Церемонии вручения
- 22 августа 2021 года состоялась первая торжественная церемония вручения отличия «Национальная легенда Украины» Мероприятие проходило в Мариинском дворце. Награды вручал президент Украины Владимир Зеленский[6].
- 21 августа 2022 состоялась вторая торжественная церемония вручения отличия «Национальная легенда Украины»[7].
- 23 августа 2023 состоялась третья торжественная церемония вручения Награды «Национальная легенда Украины»[8].
- 22 августа 2024 состоялась четвёртая торжественная церемония вручения Награды «Национальная легенда Украины»[9].

## Награждения
Отличием награждены:
- 20 августа 2021 года за выдающиеся личные заслуги в становлении независимой Украины и укреплении её государственности, весомый вклад в развитие национального искусства, спорта, многолетнюю плодотворную профессиональную деятельность[10]:

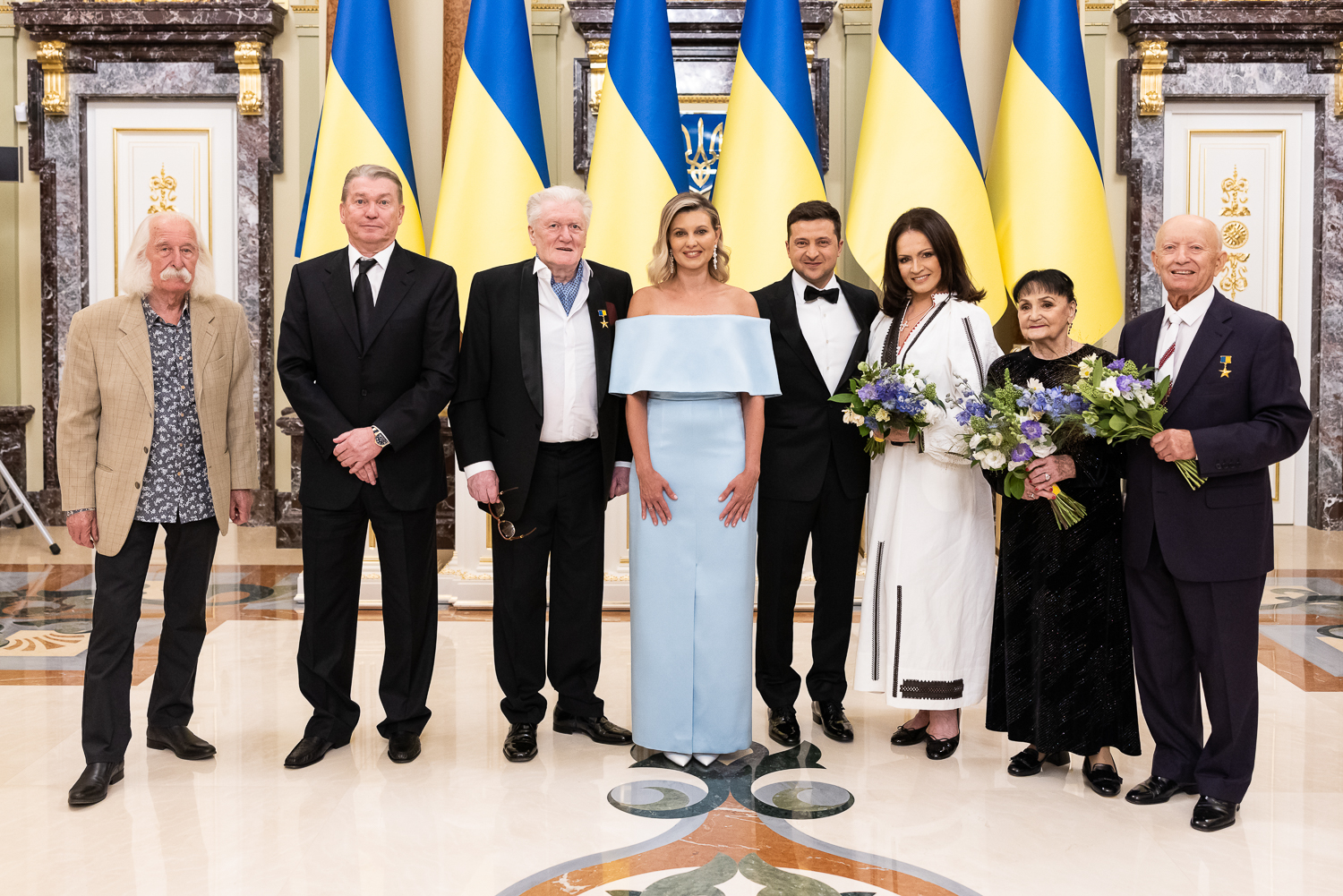
Первые лауреаты отличия (2021)

1. Олег Блохин — заслуженный мастер спорта СССР, заслуженный тренер Украины.
2. Мирослав Вантух — генеральный директор — художественный руководитель Национального заслуженного академического ансамбля танца Украины имени Павла Вирского, народный артист Украины, Герой Украины.
3. София Ротару — певица, народная артистка СССР, Герой Украины.
4. Иван Марчук — живописец, народный художник Украины.
5. Елена Потапова — артистка балета, балетмейстер, народная артистка Украины.
6. Юрий Рыбчинский — поэт-песенник, драматург, сценарист, народный артист Украины, Герой Украины.
7. Мирослав Скорик (посмертно) — композитор, народный артист Украины, Герой Украины.

- 20 августа 2022 года за выдающиеся личные заслуги в становлении независимой Украины и укреплении её государственности, защите Отечества и служении Украинскому народу, весомый вклад в развитие национального образования, искусства, спорта, здравоохранения, а также многолетнюю плодотворную общественную деятельность[11]:

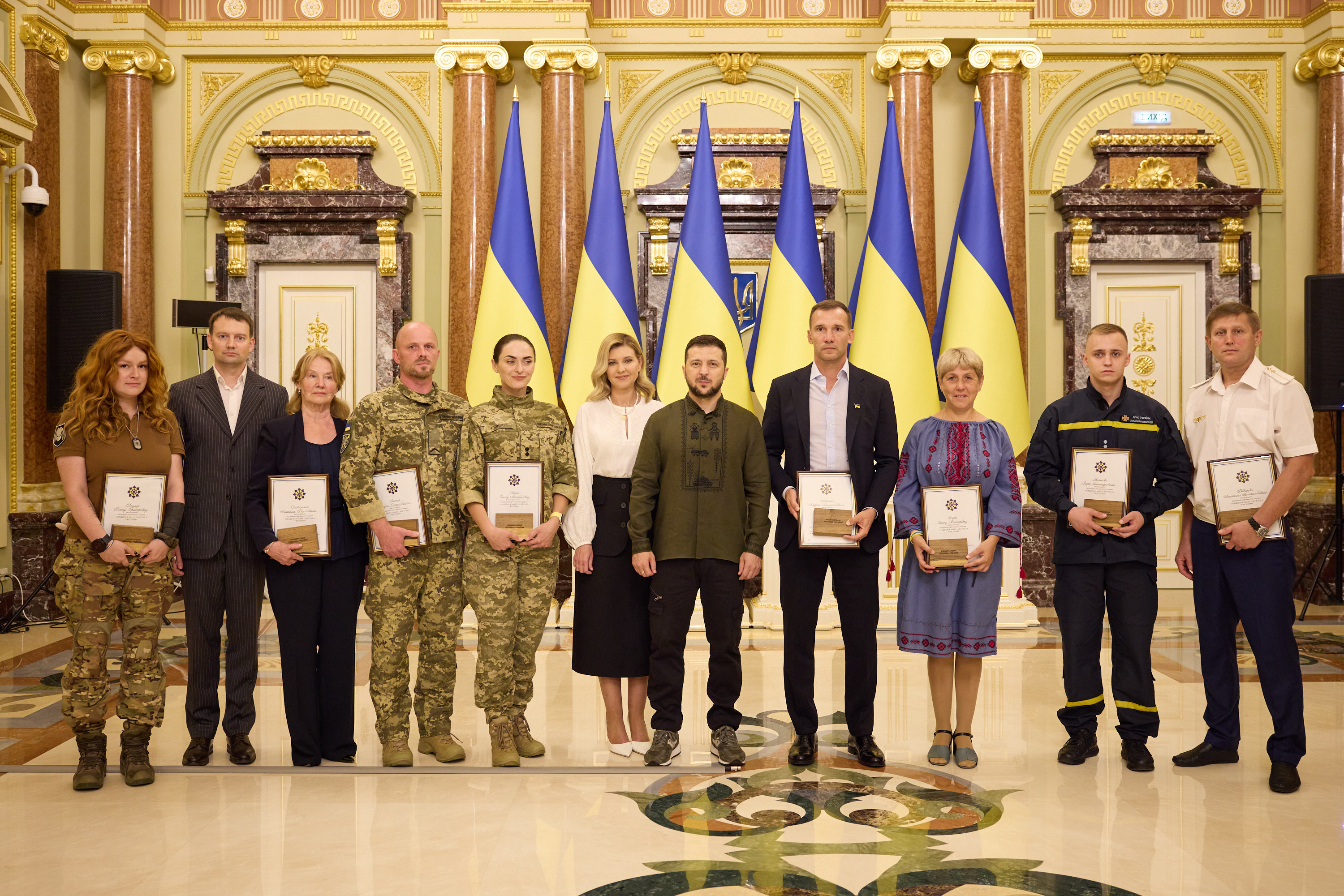
Лауреаты отличия (2022)

1. Анатолий Бабичев — проводник пассажирского вагона акционерного общества «Украинская железная дорога».
2. Игорь Бедзай (посмертно) — начальник службы безопасности полётов, старший инспектор-лётчик Военно-морских сил Украины, Герой Украины, полковник.
3. Анна Бут — преподавательница Государственного учебного заведения «Мелитопольский профессиональный аграрный лицей», в Запорожской области.
4. Игорь Ивасиков — начальник караула второй государственной пожарно-спасательной части второго государственного пожарно-спасательного отряда Главного управления ГСЧС Украины в Николаевской области, лейтенант службы гражданской защиты.
5. Тата Кеплер — общественный деятель, волонтёр.
6. Мария Примаченко (посмертно) — народный художник Украины.
7. Андрей Свист — врач-нейрохирург отделения Государственного учреждения «Институт нейрохирургии имени академика А. П. Ромоданова Национальной академии медицинских наук Украины».
8. Ольга Свист — врач-педиатр отделения общества «Детский медицинский центр „Добробут“».
9. Анатолий Соловьяненко (посмертно) — солист оперы, ведущий мастер сцены Национальной оперы Украины в 1963—1992 годах, народный артист Украины, Герой Украины.
10. Андрей Шевченко — лучший футболист Европы 2004 года, главный тренер национальной сборной Украины по футболу в 2016—2021 годах, Герой Украины.

- 23 августа 2023 года за выдающиеся личные заслуги в становлении независимой Украины и укреплении её государственности, защите Отечества и служении Украинскому народу, весомый вклад в развитие национального искусства, спорта, здравоохранения, плодотворную благотворительную и общественную деятельность[12]:

1. Ирина Гук[укр.] — волонтёр, директор благотворительной организации «Благотворительный фонд Аист-Украина».
2. Альбина Дерюгина (посмертно) — Герой Украины, заслуженный тренер Украины.
3. Дмитрий Коцюбайло (посмертно) — Герой Украины, лейтенант.
4. Владимир Летенко[укр.] — инженер Краматорского линейного производственного управления магистральных газопроводов общества «Оператор газотранспортной системы Украины», Донецкая область.
5. Тарас Петриненко — украинский музыкант, певец, композитор, поэт, народный артист Украины.
6. Андрей Сирко[укр.] — врач-нейрохирург, заведующий центром церебральной нейрохирургии коммунального предприятия «Днепропетровская областная клиническая больница им. И. И. Мечникова» Днепропетровского областного совета".
7. Андрей Цаплиенко — военный корреспондент общества "Телерадиокомпания «Студия 1+1».
8. Фуминори Цутико[укр.] — волонтёр, гражданин Японии.

- 21 августа 2024 года за выдающиеся личные заслуги в становлении независимой Украины и укреплении её государственности, защите Отечества и служении Украинскому народу, весомый вклад в развитие национального искусства, спорта, здравоохранения, плодотворную благотворительную и общественную деятельность[13].

1. Говард Грэм Баффетт — филантроп, бизнесмен, меценат, Соединённые Штаты Америки.
2. Александр Дубовик — живописец, график, монументалист.
3. Олег Коростелёв — генеральный конструктор — генеральный директор государственного предприятия Государственное Киевское конструкторское бюро «Луч».
4. Иван Лукашевич[укр.] — бригадный генерал.
5. Нина Матвиенко (посмертно) — певица, Герой Украины.
6. Сергей Параджанов (посмертно) — кинорежиссёр, сценарист.
7. Игорь Поклад — композитор, Герой Украины.
8. Александр Усик — абсолютный чемпион мира по боксу в сверхтяжелой весовой категории.
9. Ольга Харлан — многократная чемпионка и призёрка Олимпийских игр по фехтованию на саблях.
10. Виталий Хмель — ординатор — врач-торакальный хирург Главного военно-медицинского клинического центра (Центральный клинический госпиталь) Государственной пограничной службы Украины, капитан медицинской службы
11. Ирина Юрченко — проводник пассажирского вагона производственного подразделения Вагонный участок станции Киев-Пассажирский филиал «Пассажирская компания» акционерного общества «Украинская железная дорога».

### Видео
- Первая церемония награждения «Национальна легенда Украины» 22.08.2021// YouTube